# Maria Simointytär
Maria Simointytär, var en finländsk författare (poet). Hennes poem har ansetts vara de första dikter som publicerats på finska språket. Hon publicerade år 1683 en religiös dikt, ”Orpolapsen vaikerrus”, som räknas som den första finskspråkiga dikten utgiven av en kvinna.  